# Kungliga Husgerådskammaren
Kungl. Husgerådskammaren är ett ämbete inom Kungl. Hovstaterna, den organisation som bistår statschefen och Kungafamiljen i deras officiella plikter. Husgerådskammaren ansvarar för fasta och tillfälliga möbleringar samt förvaltar, vårdar och bevarar det statliga lösöret på elva kungliga slott. Föremålen ägs av staten och disponeras av kungen i enlighet med den kungliga dispositionsrätten från 1810. Verksamheten leds av en överintendent. 

## Historik
Husgerådskammaren kan teckna sin historia tillbaka till 1500-talet när slottet i Stockholm var organiserat i olika kammare, bland annat rustkammare, silverkammare, textilkammare och husgerådskammare. Innebörden av termen husgeråd var då vidare och betecknade i stort sett allt lösöre. Sedan 1878 ansvarar Husgerådskammaren för lösöret på samtliga kungliga slott. 
Eftersom föremålen i stor utsträckning används i den kungliga representationen och programverksamheten kräver de mer vård, underhåll och tillsyn än till exempel museisamlingar. Vid Husgerådskammaren arbetar därför ett betydande antal konservatorer med specialistkunskaper inom olika materialkategorier, bland annat textil, möbel, metall och förgyllning. Det finns även ateljéer för sömnad och möbeltapetsering. 
I förvaltningsuppdraget ingår att samtliga föremål ska vara registrerade, dokumenterade, fotograferade och inventerade. Kunskapsuppbyggnad utgör en viktig del av uppdraget liksom att sprida kunskap om samlingarna via programverksamhet, utställningar och utlån till museer och institutioner i Sverige och utomlands. Kunskapsuppbyggnad och kunskapsförmedling är en viktig uppgift för Husgerådskammarens intendenter. 

## Husgerådsmästaren
Husgerådsmästaren ansvarar tillsammans med en stab av museitekniker för att slotten iordningställs för statschefens representation och programverksamhet liksom för transporter av föremål till och från ateljéer och verkstäder.

### Lista över husgerådsmästare
- 1911–1945: Axel Eklund
- 1951–1970: Arvid Alwerholm
- 1981–1984: Lennart Andersson

## Bernadottebiblioteket
Bernadottebiblioteket är organisatoriskt placerat under Husgerådskammaren. Det är ett dynastiskt bokmuseum och innehåller ätten Bernadottes böcker från Karl XIV Johan till Gustaf VI Adolf och deras gemåler, totalt cirka 100 000 volymer. Här finns också den Bernadotteska fotosamlingen med ca 500 000 fotografier. Biblioteket är öppet för forskare efter överenskommelse. Vid biblioteket arbetar två bibliotekarier.

## Överintendenter för Kungliga Husgerådskammaren
- 1915–1936 John Böttiger
- 1936–1942 Gunnar Mascoll Silfverstolpe
- 1942–1971 Åke Setterwall (tillförordnad 1942–1946)
- 1972–1986 Stig Fogelmarck
- 1987–1999 Bo Vahlne (tillförordnad 1987–1989)
- 1999–2008 Agneta Lundström
- 2008–2012 Carin Bergström
- 2012– Margareta Nisser-Dalman

## Intendenter för Kungliga Husgerådskammaren
- 1920–1931: Gunnar Mascoll Silfverstolpe
- 1936–1945: Åke Setterwall

## Amanuens
- 1923–1963: Karin Harryan
- 1972: Bo Vahlne

## Kamrer
- 1916–1921: Inga Cecilia Fjellman
- 1923–1950: Greta Olbers
- 1966–1972: Solveig Becker

## Åldfruar

### Drottningholms slott
- 1947–1964: Louise Dillner
- 1971–1972: Marianne Moltke

### Gripsholms slott
- 1949–1964: Wilma Elisabeth Rinman-Söderberg
- 1964–1972: Liv Årmann

### Rosersbergs slott
- 1965–1972: Greta Olbers